# Stanica (Silésie)
Pour les articles homonymes, voir Stanica.
Stanica est une localité polonaise de la gmina de Pilchowice, située dans le powiat de Gliwice en voïvodie de Silésie.